# Ferdo Kovač
Ferdo Kovač (Batin kraj Posušja, 1949. – Mostar, 6. svibnja 2010.), bio je hrvatski kipar, slikar i pisac.

## Životopis
Ferdo Kovač rođen je u Batinu kraj Posušja, 1949. godine. Osnovnu školu završio je u Batinu i u Posušju, gimnaziju na Širokome Brijegu, a ekonomski fakultet u Sarajevu. Živio je u Rodoču, a radio u Mostaru. Kiparstvo i slikarstvo bili su trajna preokupacija svestranog umjetnika. Posebice je radio u drvu i kamenu, a slikao je u tehnici pastela i ulja. Rezultat njegovog kiparskog rada jesu dvije samostalne izložbe i preko dvadeset skupnih izložba u Širokom Brijegu, Mostaru, Posušju, Stonu, Imotskom, Sarajevu i drugim gradovima.

## Književna djela
- Pogled sa zemlje, 1996.
- Bjelina anđela, 2000.
- ’Ajde, gledajte tuđa posla, 2004.
- Jedino pjesma ostaje, 2005.
- Pokaj se za tuđe grijehe, 2006.
- Zabranjeno ujedati, lajte slobodno, 2008.

## Spomen
- U znak sjećanja na njega u Posušju se održava likovna kolonija.[1]

## Vanjske poveznice
- Službena web-stranica